# Morimus sexmaculipennis
Morimus sexmaculipennis là một loài bọ cánh cứng trong họ Cerambycidae.